# Puerta de Flug
La Puerta de Flug o  Portal d'en Fortesa o de San Roque es una de las puertas de acceso que había en la muralla que rodeaba la villa de Cardona de la comarca del Bages en la provincia de Barcelona.
De las cuatro construidas (Puerta de Graells o Portal de Santa María, Puerta de Barcelona o Portal de Nuestra Señora de la Piedad, Puerta de San Miguel o Portal de Capdevila y Puerta de Flug o Portal de Fortesa o de San Roque) la Puerta de Graells es la única que todavía queda en pie. Asimismo también existían cuatro portales de dimensiones menores —portales o portezuelas— para permitir la comunicación con lugares próximos de la villa. Estos portales menores fueron el Portal de Fontcalda, el Portalet de la Pomalla, el Portalet del Valle y el Portalet de la Feria.

## Historia
El vizconde de Cardona Ramón Folc VI comenzó una amplia reforma a las murallas del castillo y de la villa, construyéndose hacia la segunda mitad del siglo XIV y concluyendo de forma definitiva en 1420. Una vez concluida la villa, los accesos se hacían a través de cuatro puertas mayores situadas según los puntos cardinales. La puerta de Flug, situada en el norte, daba entrada a los caminos reales que llegaban del Plan de las Huertas. La primera referencia escrita es del 1405, cuando unas casas de la calle de la Sierra estaban junto al portal.
Su nombre respondía a la fuente de Flug, muy cercana. También se le llamó de d'en Fortesa por una de las familias vecinas, y para recibir la advocación del santo también se le llamaba Portal de San Roque.
Se desconoce cómo era, ya que toda la zona fue objeto de amplias reformas a raíz de la construcción del convento de San Diego, fundado en 1638 por el duque Enrique de Aragón Folc de Cardona y Córdoba. El año 1812 el convento y la torre fueron derribados y años después se aprovechó el solar para hacer una fábrica de hilados, habilitada en último término como centro escolar.